# الحجف (بني عبد السلام)

تعديل مصدري - تعديل

الحجف محلة تابعة لقرية بني عبدالسلام، التابعة لعزلة حقين بمديرية حزم العدين إحدى مديريات محافظة إب في الجمهورية اليمنية، بلغ تعداد سكانها 461 حسب تعداد اليمن لعام 2004.